# Mustela erminea alascensis
Mustela erminea alascensis es una subespecie de  mamíferos carnívoros  de la familia Mustelidae subfamilia Mustelinae.

## Distribución geográfica
Se encuentra en Alaska.